# GRAVITY (Дуже великий телескоп)
GRAVITY — це інструмент, встановлений на інтерферометрі Дуже великого телескопа (VLTI). Він поєднує світло від чотирьох основних телескопів (UT) або чотирьох менших допоміжних телескопів. Інструмент використовує адаптивну оптику, що дозволяє досягти роздільної здатності 4 міліарксекунди (mas). Це забезпечує можливість розрізняти дуже дрібні деталі на небесних об'єктах. GRAVITY також має здатність вимірювати положення астрономічних об'єктів з точністю до десятків мікроарксекунд (μas), що робить його одним із найбільш точних інструментів для спостереження космосу.
Інтерферометр VLTI GRAVITY має збірну площу 200 м², що забезпечує кутову роздільну здатність телескопа, еквівалентну телескопу з діаметром 130 м. Завдяки цьому GRAVITY досягає надзвичайно високої точності в астрономічних спостереженнях, що дозволяє вивчати деталі космосу.

## Деталі інструменту
GRAVITY був розроблений консорціумом, очолюваним Інститутом позаземної
фізики Товариства Макса Планка, з участю партнерів з Франції, Німеччини, Португалії та Європейської південної обсерваторії (ESO). Після введення в експлуатацію, інструмент зробив кілька значущих відкриттів, наприклад, що Theta1 Оріона F у скупченні Трапеція Оріона є подвійною системою. GRAVITY може працювати як в одиночному режимі, так і в подвійному полі режимі. У подвійному режимі інструмент одночасно інтерферує два астрономічні об'єкти, що дозволяє здійснювати дуже точні астрометричні вимірювання. Також інструмент може використовуватися для спектроскопії в K-діапазоні, з трьома спектральними роздільними можливостями.

### Основні компоненти
- Система інтерферометрії в інфрачервоному діапазоні CIAO (розташована на основних телескопах), яка працює з деформованим дзеркалом MACAO[4].
- Система контролю поляризації, яка компенсує ефекти поляризації у системі VLTI, забезпечуючи точність вимірювань[4].
- Активна система супроводу зорового пучка, що включає світлодіоди (LED) на підтримці вторинних дзеркал кожного з телескопів, допомагаючи точно слідкувати за об'єктами[4].
- Система супроводу поля, яка слідкує за положенням джерела, щоб підтримувати точність вимірювань[4].
- Інструмент комбінування пучка (BCI) — це основний елемент GRAVITY, який виконує функцію збору даних і надає інтерферометричні лінії. BCI працює при кріогенних температурах і розташовується в лабораторії VLT-I[4].

## Наукове застосування

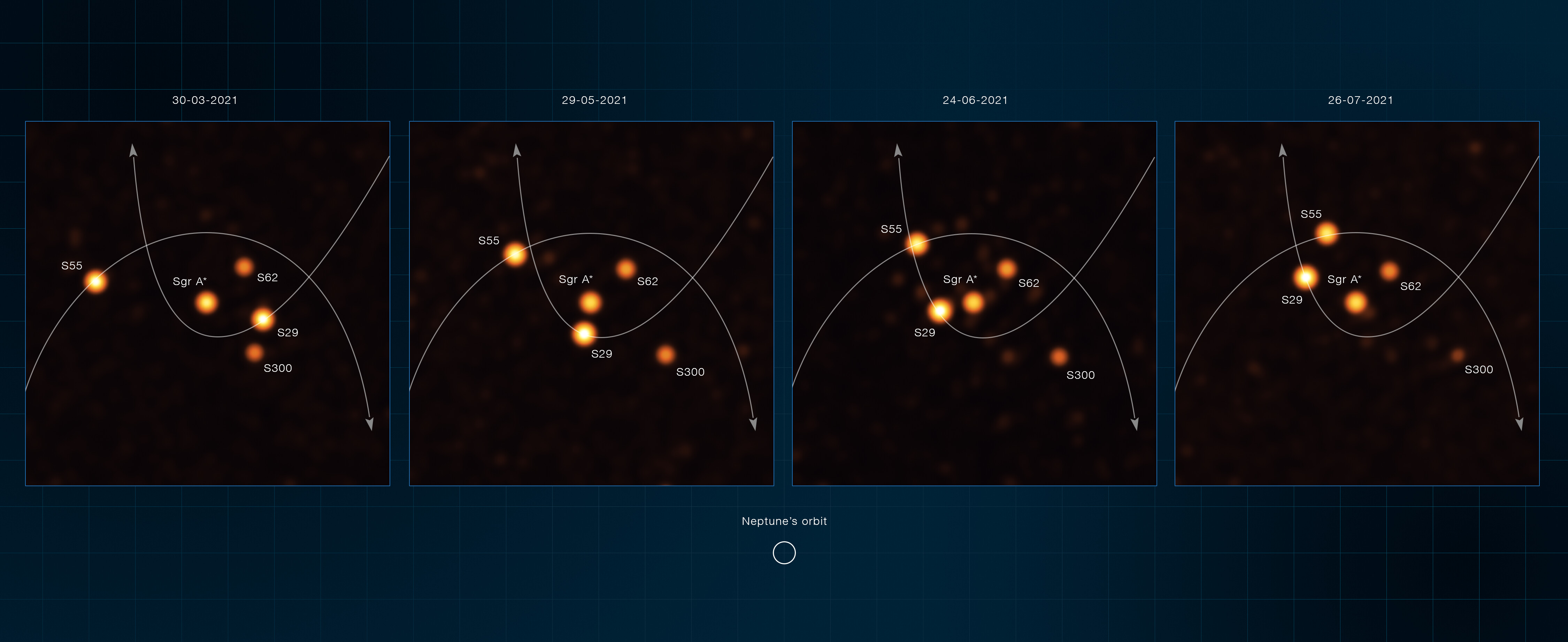
Орбіти зір у центрі Чумацького Шляху, зображені за допомогою GRAVITY

GRAVITY є потужним інструментом, який використовується для широкого спектра астрономічних спостережень, зокрема для досліджень надмасивних чорних дір та інших астрономічних об'єктів. Ось деякі з його основних застосувань:
1. Спостереження зірок навколо надмасивної чорної діри Стрілець A*[5]:
  - GRAVITY дозволяє отримувати надзвичайно точні дані про рух зір, що обертаються навколо Стрілець A*, яка є надмасивною чорною дірою в центрі нашої галактики. Спостереження дозволяють вивчати взаємодії між зорями та чорними дірами, а також тестувати загальну теорію відносності у крайніх умовах гравітації.
2. Визначення положення екзопланет і коричневих карликів[6][7]:
  - GRAVITY допомагає вивчати планетні системи за допомогою високоточної астрометрії, що дозволяє точно визначати положення екзопланет і коричневих карликів, а також їх взаємодію зі своїми зорями.
3. Вивчення навколозоряних дисків[8]:
  - GRAVITY використовують для дослідження навколозоряних дисків, що складаються з газу і пилу, які обертаються навколо зір. Це дозволяє вивчати процеси формування зір і планет.
4. Дослідження активних галактичних ядер (AGN)[9]:
  - Однією з важливих задач є спостереження за активними ядрами галактик, де знаходяться чорні діри, що активно поглинають матерію, створюючи величезні енергетичні викиди. GRAVITY дозволяє досліджувати фізичні процеси в цих регіонах з високою роздільною здатністю.

## GRAVITY+
GRAVITY+ — це модернізація інструменту GRAVITY, спрямована на покращення чутливості та розширення покриття небесної сфери для більш ефективного збору астрономічних даних. Це оновлення дозволить підвищити точність та зручність спостережень за астрономічними об'єктами, особливо в умовах обмеженого часу спостережень.
Ключові покращення GRAVITY+:
1. Покращена чутливість:
  - Завдяки оновленням у технічних компонентах та алгоритмах, GRAVITY+ зможе зібрати більше світла від слабших об'єктів, що дозволить вивчати далекі або менш яскраві астрономічні об'єкти з високою точністю.
2. Розширене покриття небесної сфери:
  - Оновлення дозволить спостерігати більшу частину небесної сфери, що дасть змогу проводити більш комплексні дослідження та дослідження нових об'єктів у різних частинах неба.
3. Поступова модернізація:
  - Оновлення буде здійснюватися поступово, щоб мінімізувати переривання спостережень. Це дозволить зберегти роботу інструменту на високому рівні без значних простоїв, а також забезпечить безперервність важливих наукових досліджень.